# Bedachilină
Bedachilină (engleză Bedaquiline) este un antibiotic utilizat în tratamentul tuberculozei, de obicei în asociere cu antituberculoase. Calea de administrare disponibilă este cea orală. Este un derivat de chinolină.
Molecula a fost aprobată pentru uz medical în Statele Unite în anul 2012. Se află pe lista medicamentelor esențiale ale Organizației Mondiale a Sănătății.

## Utilizări medicale
Bedachilina este utilizată în asociere cu alte antituberculoase în tratamentul infecțiilor cu Mycobacterium tuberculosis.

## Reacții adverse
Poate produce cefalee și greață.